# Io sono l'abisso (film)
Io sono l'abisso è un film del 2022, scritto e diretto da Donato Carrisi e basato sull'omonimo romanzo del 2020 dello stesso Carrisi.
È interpretato da Michela Cescon, Gabriel Montesi e Sara Ciocca ed è distribuito nelle sale italiane dal 27 ottobre 2022.

## Trama
La storia, ambientata nel ramo di Lecco a Mandello con vista su Onno, lago di Como, ha come protagonista un netturbino sulla trentina con problemi mentali dovuti alle violenze fisiche e psicologiche subite da bambino da sua madre e dai compagni di lei, spinto a uccidere da un personaggio immaginario che "abita" in casa con lui. Le sue vicende si intrecciano con quelle di una tredicenne di famiglia benestante, che salva dall'annegamento dopo un tentativo di suicidio, e di una donna, conosciuta come "la madre", che indaga autonomamente su episodi di violenza contro le donne.

## Produzione
Il film è stato girato sulle rive del Lago di Como, Mandello del Lario nel Ramo di Lecco e in altre località del Lario, più precisamente a Bellagio e Nesso (1 scena per ogni paese) ed è prodotto da Palomar.

## Promozione
Il trailer è stato pubblicato il 23 settembre 2022.

## Distribuzione
Il film è distribuito nelle sale cinematografiche italiane il 27 ottobre 2022 da Vision Distribution.